# Marcel Demonque
Marcel Demonque, né le 12 mars 1900 à Alger et mort le 19 juin 1974 à Paris (16e arrondissement), est un ingénieur civil français, le P-DG d'une importante entreprise française, les Ciments Lafarge, et une figure du patronat catholique français.

## Biographie

### Milieu social et formation
Né à Alger, dans le quartier de Mustapha, au temps de l'Algérie française, Marcel Antoine Demonque est le fils d'un petit fonctionnaire, Joseph Demonque, qui meurt en 1924 et de Félicie Septanil, épouse de ce dernier, qui meurt en 1938. Son frère cadet, Armand, meurt à 15 ans en 1918.
Marcel Demonque adhère en Algérie à l’Association catholique de la jeunesse française (ACJF) et participe au premier congrès algérien de l’ACJF en mars 1920, à Blida. Président du groupe Jeanne d’Arc, âgé de 20 ans, il y vitupère « la Révolution qui menace », « l’horreur du drapeau rouge » et « l’action néfaste de la CGT », enjoint de mener une action qui soit « une digue vivante où viendra se briser le raz-de-marée du bolchevisme » et valorise « les saines idées d’apaisement et de concorde », celles des « hommes d’ordre qui poursuivent un but de restauration ». Reçu à l'École nationale supérieure des mines de Nancy en tant que boursier, il quitte le groupe local de l'ACJF quelques mois plus tard. Il présidera plus tard l'association des anciens élèves de cette école.
Il épouse Renée Sauvage et a trois enfants, deux filles et un fils.

### Débuts professionnels
Après son service militaire de 1923 à 1924, il est ingénieur dans diverses sociétés jusqu'à la Seconde Guerre mondiale, aux Mines de la Sarre de 1924 à 1928, aux Mines de potasse d'Alsace à partir de 1928 ; il est attaché auprès de la direction de cette firme entre 1936 et 1939, après avoir travaillé en Espagne de 1933 à 1936 pour cette entreprise. En 1937, ce gérant de la société Fodina en Espagne (pour le compte des mines de potasse d'Alsace) donne une conférence à Paris sur la Catalogne durant la guerre d'Espagne pour l'Union sociale des ingénieurs catholiques (USIC). Il entreprend cette même année un voyage d'études de plus de trois mois aux Etats-Unis, pour le compte du ministère des travaux publics,. 
Il est mobilisé d'août 1939 au 16 août 1940 comme lieutenant de réserve.
Durant l'Occupation, il est détaché à la direction des mines du ministère des travaux publics en 1940 et 1941 puis il est à la fois secrétaire général de la Fédération des fabricants de chaux et ciments et du Comité d'organisation (C.O.) de cette branche, institué par le régime de Vichy, puis président en 1943-1944 de ces deux organisations.  
Il est ensuite de 1944 à 1946 président de la Société technique pour l'exploitation de la précontrainte (procédé Freyssinet). Selon l'historien Dominique Barjot, il est en fait directeur général de l'entreprise fondée en 1943 puis son second président de 1948 à 1955.

### P-DG des Ciments Lafarge
Marcel Demonque devient directeur général en mai 1946 et administrateur de la SA des Chaux et Ciments de Lafarge et du Teil, qui devient par la suite les ciments Lafarge. Comme président du syndicat de la Fédération des fabricants de chaux et ciments, il avait soutenu l'entreprise à la Libération alors que son usine de l'Ardèche était mise sous séquestre. En outre, la direction de la firme familiale est alors décapitée : son P-DG est malade et son directeur général adjoint est mort dans un accident. Demonque s'impose au sein de l'entreprise, face notamment aux héritiers de la famille Pavin de Lafarge, toujours présents au conseil d'administration, et devient vice-président en 1955, et P-DG de 1959 à 1974. Il en fait une entreprise prospère et internationale : elle surmonte les crises de la décolonisation, s’implante dès 1956 au Canada (en Colombie-Britannique) puis aux États-Unis, se développe au Royaume-Uni, en Allemagne et aux Pays-Bas, tente de s'implanter au Brésil et en Espagne,. 
Il travaille en tandem avec Jean Charles L'officier, vice-président des Ciments Lafarge entre 1969 et 1971, qui était pressenti pour devenir son successeur. Il est aussi P-DG de la Nord-africaine des Ciments Lafarge, à partir de 1959, et de la filiale britannique Lafarge aluminous cement Co.
Il est aussi administrateur des Charbonnages de France, entreprise publique, du Crédit commercial de France, des Automobiles Berliet, de Merlin Gerin, de la Chambre de commerce France-Canada. 

### Un animateur d'organisations patronales
Avec Georges Villiers, président du Conseil national du patronat français (CNPF), et un ancien président du Centre des jeunes patrons (CJP), Jacques Warnier, il est en 1953 l'un des 21 fondateurs du Centre de recherches et d'études des chefs d'entreprises (CRC), qui a deux objectifs complémentaires : proposer des sessions d’études aux patrons et aux cadres voulant recevoir un enseignement pratique des techniques managériales d’une part, et d’autre part organiser un « lieu de réflexion en commun sur des grands problèmes d’intérêt général »,,. Il préside l'un des trois puis des quatre groupes d’études mis en place par ce club de pensée patronal lié au CNPF.

En 1954, il est l'un des vice-présidents fondateurs du Centre d'études politiques et civiques, plus tourné vers la réflexion politique, aux côtés d'intellectuels de droite et de patrons pétainistes. Il y donne deux conférences, sur l'Afrique du Nord en 1955 et sur le Comité Rueff-Armand en 1960. Dans le contexte des débuts de la guerre d'Algérie, il souligne dans sa conférence de 1955 « l’implacable loi du nombre et de l’égalité » concernant le nombre croissant des musulmans en Algérie et les conséquences que cela pourrait avoir dans l’hypothèse où ils obtiendraient la citoyenneté pleine et entière : 

« L’Algérie, c’est la France. Hélas, il ne suffit pas de le dire pour que ce soit vrai. Car en Algérie il y a 8 millions d’hommes qui pratiquent la religion musulmane et qui parlent l’arabe. Or l’Islam ignore la distinction du spirituel et du temporel qui est un des axiomes de notre vie publique occidentale et républicaine. (…) La France deviendrait alors un pays de 70 millions d’habitants. Elle aurait un sixième de la population qui serait soudé dans une religion, (…) une morale, (…) un mode de vie parfaitement distinct du mode de vie sociale et du mode de vie spirituelle (…) des cinq sixièmes restants. Il y aurait 50 députés musulmans à la Chambre ( ...) qui se constituerait peut-être (…) en arbitres de la politique nationale. »

 Bref, il n’est pas question de l’assimilation que les partisans de l’Algérie française mettront en avant. Demonque déplore en 1959 qu’il n’y ait pas eu « une longue incubation de l’Algérie où nous aurions apporté autre chose que le vieil esprit colonisateur ». Avec l'économiste catholique Louis Salleron, il impulse la création du bureau d'études du CEPEC en 1957, qu'il préside. Il s'éloigne semble-t-il de cette association après 1961.
Il est aussi l'un des dirigeants et l'un des animateurs du Centre international de prospective de Gaston Berger (philosophe et directeur de l'enseignement supérieur au ministère de l'Éducation nationale), fondé le 10 mai 1957 ; c'est un réseau de chefs d'entreprise, de hauts-fonctionnaires et d'universitaires, qui publie la revue Prospective à laquelle il collabore.
Marcel Demonque préside la commission de coopération technique du CNPF, est membre du bureau puis vice-président de ce syndicat des patrons jusqu'en 1965.
Il préside à partir de 1958 une association fondée par des grandes entreprises françaises, aussi bien privées (Lafarge, Saint-Gobain, Babcock et Wilcox, Schneider, etc.) que publiques (Renault, Charbonnages de France, EDF, SNCF, etc.) avec le soutien du CNPF de Villiers et sous l’égide des ministères des affaires étrangères et des finances et des affaires économiques : l’Association pour organisation des stages de techniciens étrangers dans l’industrie française (ASTEF). Demonque et Villiers y accueillirent le Premier ministre. Fin 1958 encore, il est l’un des membres fondateurs avec François Bloch-Lainé, d’une association fondée avec le soutien de l’Etat, le BIPE.
Marcel Demonque donne de nombreuses conférences, multiplie les participations à des colloques, écrit un ouvrage, publie des articles dans divers périodiques, préface des livres. 
Ami de Louis Armand, il est membre du second Comité Rueff-Armand, institué le 13 novembre 1959, qui a livré en 1960 un rapport sur « les obstacles à l'expansion économique ». En 1962, il est membre du « groupe 85 » présidé par Pierre Guillaumat, qui publia un rapport intitulé Réflexions pour 85. Ce groupe a été installé par le Commissaire général au plan Pierre Massé, autre artisan du rapport Rueff-Armand et chef d’orchestre du Ve plan (1965-1970) qui concrétise la politique des champions nationaux. Massé est son parrain dans l'ordre de la Légion d'honneur en 1968.

### Un patron chrétien social
Catholique pratiquant, Marcel Demonque est un patron libéral-social, favorable à l'économie de marché et au profit mais inspiré par le christianisme social. Il est intervenu dans les débats du Centre français du patronat chrétien (CFPC). Demonque a été l’un des conférenciers des Assises nationales du Centre en mars 1956. Son discours, sur le thème « les chefs d’entreprise ont-ils conscience de leurs responsabilités politiques ? » (c'est l'antienne du CEPEC) y fit « sensation » ; il critiqua le « sentiment d’impuissance politique des chefs d’entreprise », les « béatitudes de l’angoisse passive », stigmatisa « l’impuissance des programmes des partis » et invita « les chefs d’entreprise à réfléchir sur les institutions politiques ». Il est proche des patrons du CFPC mais il n'en est pas membre. 
À la suite de la publication par le CNPF d'une charte libérale le 19 janvier 1965, dans le contexte d'une offensive contre le dirigisme économique gaullien, il démissionne du bureau et du comité directeur du CNPF. Il justifie son geste dans une déclaration donnée au Monde : « Cette plongée dans le passé à laquelle s'évertue le CNPF me consterne ». Il rejette le libéralisme traditionnel au profit d'un libéralisme pragmatique soucieux de l'homme. En effet, en 1960, venu présenter les conclusions du comité Armand-Rueff à un dîner du CEPEC, il soulignait que « le problème du dirigisme et du libéralisme (…) est un problème qui me parait dépassé ». Selon lui, il était plus important d’apporter des solutions concrètes aux blocages de l’économie que de savoir si les conclusions du comité répondaient à une logique libérale ou à une logique dirigiste. En 1956, lors des Assises du CFPC, il affirmait bien haut que les « fondements et caractères de la civilisation sont structurellement incompatibles avec la civilisation libérale et capitaliste à l’état pur » et invitait les patrons à dépasser « le stade de la critique stérile pour s'adapter aux transformations révolutionnaires de notre époque : il ne suffit pas de résister au mauvais dirigisme, il faut comprendre que la civilisation libérale et capitaliste à l'état pur est périmée et qu'il faut se préparer aux nécessités structurelles d'une économie organisée ». De même, dans sa préface à l’ouvrage de l'économiste catholique et animateur du CEPEC Louis Salleron Le fondement du pouvoir dans l’entreprise, paru en 1965, il souligne qu’il est « moins porté que Louis Salleron à s’attacher fortement au problème de la propriété des moyens de production ». Car sa préoccupation est « la place réelle de l’homme à l’intérieur d’une cellule économique ». Et s’il reconnaît que « l’apport d’argent représente l’unique fondement légitime de la propriété », (sa) « raison s’insurge contre le fait que l’apport intellectuel n’engendre pas également un droit légitime de propriété ». En 1965, il déclare : « Je ne suis ni planiste, ni interventionniste, mais j’ai une conception moderne du chef d’entreprise. Je suis opposé au laisser-faire total. Je suis partisan de la coexistence pacifique entre l’État et l’entreprise ». 
Demonque entretient des rapports de coopération avec les services de la rue de Martignac (siège du Commissariat général au plan). Un directeur d’un hebdomadaire économique, portraiturant les grands patrons de l’époque, souligne « l’acceptation par le manager des ciments Lafarge d’une coopération active avec les grands commis qui couvrent le secteur nationalisé ou qui exercent le pouvoir de tutelle sur l’ensemble de notre système économique ».
Marcel Demonque a donné des contributions aux revues Christus, revue jésuite fondée en 1954 (« L'autorité: témoignage d'un chef d'entreprise », n° 36, octobre 1962), et Recherches et débats, cahiers du Centre catholique des intellectuels français (n° 20, septembre 1957). Il est intervenu à cinq reprises dans les débats du Centre catholique entre 1958 et 1965 et a fait partie du comité des Amis du CCIF.

## Ouvrages
- La Participation, Éditions France-Empire, 1968, (avec Jean-Yves Eichenberger)
- Textes et propos (choisis et présentés par Maurice de Longevialle), Revue 2000, 1976, 267 p.

## Distinctions
- Commandeur de la Légion d'honneur (1967)